# Kbkg wz. 1960
Karabinek-granatnik wzór 1960 (Tiếng Anh: Carbine-grenade launcher model 1960) là một biến thể của AK-47 do Ba Lan sản xuất từ năm 1960 với khả năng bắn đạn phóng lựu qua nòng.
Việc bắn súng phóng lựu qua nòng người ta lắp một nòng trơn đặc biệt ở trước nòng chính của khẩu súng, lắp một thước ngắm cơ khí để phóng đạn lựu ở mấu trích khí, hoặc ở trước thước ngắm cơ khí của khẩu tiểu liên. Mấu trích khí của súng có một chiếc van được lắp đặt thêm vào, mỗi khí phóng đạn lựu xạ thủ khóa van này lại nhằm tập trung khí về đầu nòng súng ngăn cho khí qua mấu trích khí để đẩy thoi đẩy, lùi bệ khóa nòng, nạp viên đạn tiếp theo. Xạ thủ sẽ nạp một viên đạn mã tử vào khoang đạn rồi mới bắn đạn phóng lựu. Súng thường sẽ dùng hộp tiếp đạn 10 viên đạn mã tử, giúp tối ưu hóa thời gian nạp đạn khi xạ thủ cần bắn nhiều đạn lựu, khi không có nhu cầu bắn đạn lựu, xạ thủ có thể tháo hộp tiếp đạn mã tử và thay bằng hộp tiếp đạn chiến đấu 7,62x39 mm.
Báng súng có thể tháo rời dễ dàng hơn so với các súng AK-47, AKM của Liên Xô. Đáy báng có buộc miếng cao su giảm giật, đính vào đó là túi dụng cụ dùng để bắn đạn lựu. Thước ngắm phóng lựu có 5 vạch tương ứng với 5 khoảng cách bắn là 100m, 120m, 140m, 160m, 180m và 200m. Súng sử dụng năm loại đạn phóng lựu gồm đạn lựu phá mảnh F-1N diệt bộ binh, đạn huấn luyện KGN, đạn chống tăng PGN-60 (khả năng xuyên 200 mm thép đồng nhất (RHA)), đạn khói DGN, đạn huấn luyện pháo binh CGN. Tất cả đều do Ba Lan sản xuất.
Ngoài ra, khi sử dụng với vai trò là hỏa khí bộ binh thông thường, súng hoạt động tương tự AK-47, có thể lắp đầu vát nòng giảm giật của AKM. Chỉ có thể lắp lưỡi lê khi tháo bỏ nòng phóng lựu. Súng có phiên bản báng xếp dọc tương tự AKS-47 và báng xếp ngang kiểu Ba Lan kbkg wz. 1960/72.

## Các nước sử dụng
- Palestine: Sử dụng hạn chế bởi lực lượng PLO.
- Ba Lan: Sử dụng hạn chế, chức năng phóng lựu thay thế bằng wz. 83 Pallad.
- Rwanda
- Somalia
- Việt Nam: Sử dụng hạn chế